# (17795) Elysiasegal
(17795) Elysiasegal (1998 FJ61) – planetoida z grupy pasa głównego asteroid okrążająca Słońce w ciągu 3,7 lat w średniej odległości 2,39 j.a. Odkryta 20 marca 1998 roku.